# Hawaii (série télévisée)
Pour les articles homonymes, voir Hawaï (homonymie).
Hawaii est une série télévisée américaine en huit épisodes de 45 minutes, créée par Jeff Eastin dont sept épisodes ont été diffusés du 1er septembre 2004 au 6 octobre 2004 sur le réseau NBC.
En France, la série a été annoncée en 2004 pour être diffusé sur France 2.

## Synopsis
Hawaï peut séduire n'importe qui si vous êtes un flic ou un criminel. Les détectives qui travaillent ici ne peuvent jamais vraiment prendre une pause de paradis, parce qu'ils sont empêtrés dans le côté sombre de ce paradis. Ce groupe de détectives du département de police de Honolulu dirigé par le détective vétéran et légende locale Sean Harrison, un flic aguerri avec des années de connexions établies par hors de l'île, et John Declan, un ancien policier de Chicago Police Département transféré à l'État d'Hawaii pour ses talents...

## Distribution
- Michael Biehn : Sean Harrison
- Sharif Atkins : John Declan
- Eric Balfour : Christopher Gains
- Ivan Sergei : Danny Edwards
- Cary-Hiroyuki Tagawa : Captain Terry Harada
- Aya Sumika : Linh Tamiya
- Peter Navy Tuiasosopo : Kaleo
- Sean DeCambra : Détective Ashley Johnson
- Gina Philips : Harper Woods
- Maral Adams : Officier DelaCruz
- Andy Bumatai : Détective Gordon Pahu Jr.
- Ray Bumatai : Kimo
- Lorenzo Callender : Koa
- Troy Ignacio : Officier
- Jen Strickland : Malena
- Tamara Craig Thomas : Caroline Okamura

## Épisodes
1. titre français inconnu (Hawaiian Justice)
2. titre français inconnu (Underground)
3. titre français inconnu (Cops 'n' Robbers)
4. titre français inconnu (Psych Out)
5. titre français inconnu (Lost and Found)
6. titre français inconnu (No Man Is an Island)
7. titre français inconnu (Out of Time)
8. titre français inconnu (Almost Paradise) (jamais diffusé)

## Commentaires
Initialement intitulé Pearl City, ce drame policier a été produit à l'esprit de la série Hawaï police d'État (Hawaii Five-O) et écrit par Jeff Eastin, producteur exécutif de True Lies et Rush Hour 3.
La série a été annulée en octobre 2004. Bien que huit épisodes ont été filmés, seuls sept épisodes furent diffusés.
Hawaii était une série à gros budget : la construction des plateaux de tournage avait coûté 3 millions de dollars et un budget de 2,1 millions de dollars étaient dédiés pour chaque épisode.